# Temporada 2008-09 de la NBA Development League
La Temporada 2008-09 de la NBA Development League fue la octava temporada de la NBA D-League, la liga de desarrollo de la NBA. Tomaron parte 16 equipos encuadrados en tres conferencias, Central, Suroeste y Oeste, disputando una fase regular de 50 partidos cada uno. Los campeones fueron los Colorado 14ers, que derrotaron en la Final al mejor de 3 a los Utah Flash por 2-0. 
Dos nuevos equipos se incorporaron a la liga, Erie BayHawks y los Reno Bighorns.

## Equipos participantes
| - Albuquerque Thunderbirds - Anaheim Arsenal - Austin Toros - Bakersfield Jam - Colorado 14ers - Dakota Wizards - Erie BayHawks - Fort Wayne Mad Ants |  | - Idaho Stampede - Iowa Energy - Los Angeles D-Fenders - Reno Bighorns - Rio Grande Valley Vipers - Sioux Falls Skyforce - Tulsa 66ers - Utah Flash |

## Temporada regular
| Central Division         | Central Division | Central Division | Central Division | Central Division |
| Equipo                   | G                | P                | % Vict.          | PV               |
| ------------------------ | ---------------- | ---------------- | ---------------- | ---------------- |
| Iowa Energy              | 28               | 22               | .560             | —                |
| Dakota Wizards           | 27               | 23               | .540             | 1                |
| Erie BayHawks            | 27               | 23               | .540             | 1                |
| Sioux Falls Skyforce     | 25               | 25               | .500             | 3                |
| Fort Wayne Mad Ants      | 19               | 31               | .380             | 9                |
| Southwestern Division    |                  |                  |                  |                  |
| Equipo                   | G                | P                | % Vict.          | PV               |
| Colorado 14ers           | 34               | 16               | .680             | —                |
| Austin Toros             | 32               | 18               | .640             | 2                |
| Albuquerque Thunderbirds | 24               | 26               | .480             | 10               |
| Rio Grande Valley Vipers | 21               | 29               | .420             | 13               |
| Tulsa 66ers              | 15               | 35               | .300             | 19               |
| Western Division         |                  |                  |                  |                  |
| Equipo                   | G                | P                | % Vict.          | PV               |
| Utah Flash               | 32               | 18               | .640             | —                |
| Idaho Stampede           | 31               | 19               | .620             | 1                |
| Bakersfield Jam          | 26               | 24               | .520             | 6                |
| Reno Bighorns            | 25               | 25               | .500             | 7                |
| Los Angeles D-Fenders    | 19               | 31               | .380             | 13               |
| Anaheim Arsenal          | 15               | 35               | .300             | 17               |

## Playoffs
|  | Cuartos de final | Cuartos de final | Cuartos de final |          |     | Semifinales | Semifinales | Semifinales |  |    | Final | Final | Final |  |
|  |                  |                  |                  |          |     |             |             |             |  |    |       |       |       |  |
|  |                  |                  |                  |          |     |             |             |             |  |    |       |       |       |  |
|  | 5                | Idaho            | 116 (PR)         |          |     |             |             |             |  |    |       |       |       |  |
|  | 5                | Idaho            | 116 (PR)         |          |     |             |             |             |  |    |       |       |       |  |
|  | 4                | Austin           | 119              |          |     |             |             |             |  |    |       |       |       |  |
|  | 4                | Austin           | 119              |          | 4   | Austin      | 111         |             |  |    |       |       |       |  |
|  |                  |                  |                  |          | 4   | Austin      | 111         |             |  |    |       |       |       |  |
|  |                  |                  | 1                | Colorado | 114 |             |             |             |  |    |       |       |       |  |
|  | 7                | Erie             | 1                | Colorado | 114 | 108         |             |             |  |    |       |       |       |  |
|  | 7                | Erie             |                  |          |     |             |             |             |  |    |       |       |       |  |
|  | 1                | Colorado         | 129              |          |     |             |             |             |  |    |       |       |       |  |
|  | 1                | Colorado         | 129              |          |     |             |             |             |  | -- | Ver   | --    |       |  |
|  |                  |                  |                  |          |     |             |             |             |  | -- | Ver   | --    |       |  |
|  |                  |                  | --               | Debajo   | --  |             |             |             |  |    |       |       |       |  |
|  | 6                | Dakota           | --               | Debajo   | --  | 114         |             |             |  |    |       |       |       |  |
|  | 6                | Dakota           |                  |          |     |             |             |             |  |    |       |       |       |  |
|  | 3                | Iowa             | 109              |          |     |             |             |             |  |    |       |       |       |  |
|  | 3                | Iowa             | 109              |          | 6   | Dakota      | 93          |             |  |    |       |       |       |  |
|  |                  |                  |                  |          | 6   | Dakota      | 93          |             |  |    |       |       |       |  |
|  |                  |                  | 2                | Utah     | 103 |             |             |             |  |    |       |       |       |  |
|  | 8                | Bakersfield      | 2                | Utah     | 103 | 81          |             |             |  |    |       |       |       |  |
|  | 8                | Bakersfield      |                  |          |     |             |             |             |  |    |       |       |       |  |
|  | 2                | Utah             | 94               |          |     |             |             |             |  |    |       |       |       |  |
|  | 2                | Utah             | 94               |          |     |             |             |             |  |    |       |       |       |  |
|  |                  |                  |                  |          |     |             |             |             |  |    |       |       |       |  |

### Finales
|  | Final de la D-League (Partido 1) |          |          |  |
|  |                                  |          |          |  |
|  | 1                                | Colorado | 136      |  |
|  | 1                                | Colorado | 136      |  |
|  | 2                                | Utah     | 131 (PR) |  |
|  | 2                                | Utah     | 131 (PR) |  |

|  | Final de la D-League (Partido 2) |          |     |  |
|  |                                  |          |     |  |
|  | 2                                | Utah     | 104 |  |
|  | 2                                | Utah     | 104 |  |
|  | 1                                | Colorado | 123 |  |
|  | 1                                | Colorado | 123 |  |

## Premios de la NBDL

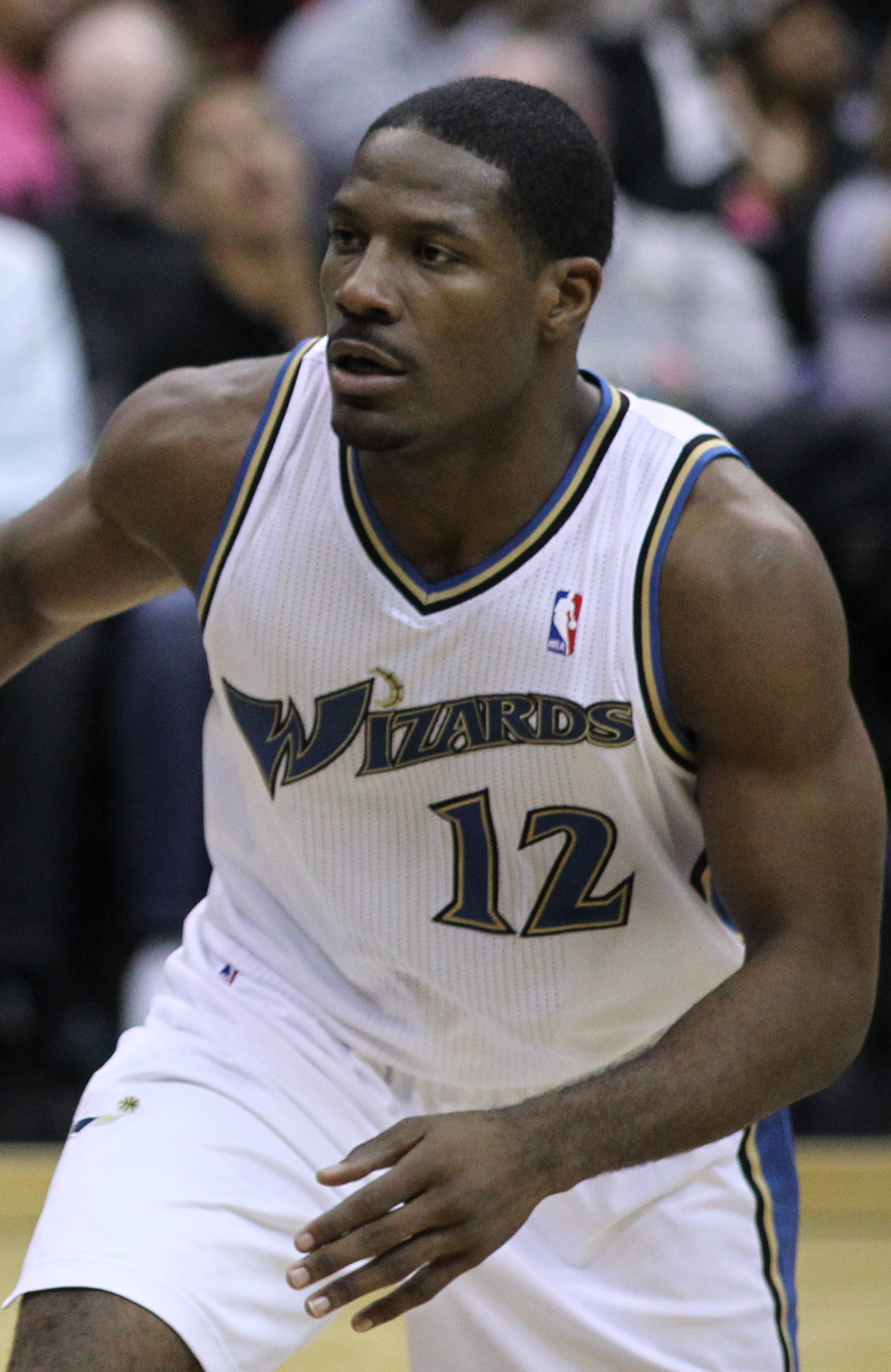
Othyus Jeffers, rookie del año.

- MVP de la temporada: Courtney Sims, Iowa Energy
- Rookie del Año: Othyus Jeffers, Iowa Energy
- Mejor Defensor: Brent Petway, Idaho Stampede
- Jugador más impactante: Eddie Gill, Colorado 14ers
- Mejor quinteto de la temporada
  - Erik Daniels, Erie BayHawks
  - Marcus Williams, Austin Toros
  - Courtney Sims, Iowa Energy
  - Blake Ahearn, Dakota Wizards
  - Will Conroy, Albuquerque Thunderbirds
- 2º mejor quinteto de la temporada
  - Josh Davis, Colorado 14ers
  - Derrick Byars, Bakersfield Jam
  - Chris Hunter, Fort Wayne Mad Ants
  - Trey Johnson, Bakersfield Jam
  - James White, Anaheim Arsenal
- 3er mejor quinteto de la temporada
  - Ronald Dupree, Utah Flash
  - Cartier Martin, Iowa Energy
  - Lance Allred, Idaho Stampede
  - Eddie Gill, Colorado 14ers
  - Dontell Jefferson, Utah Flash

## Llamadas de equipos de la NBA

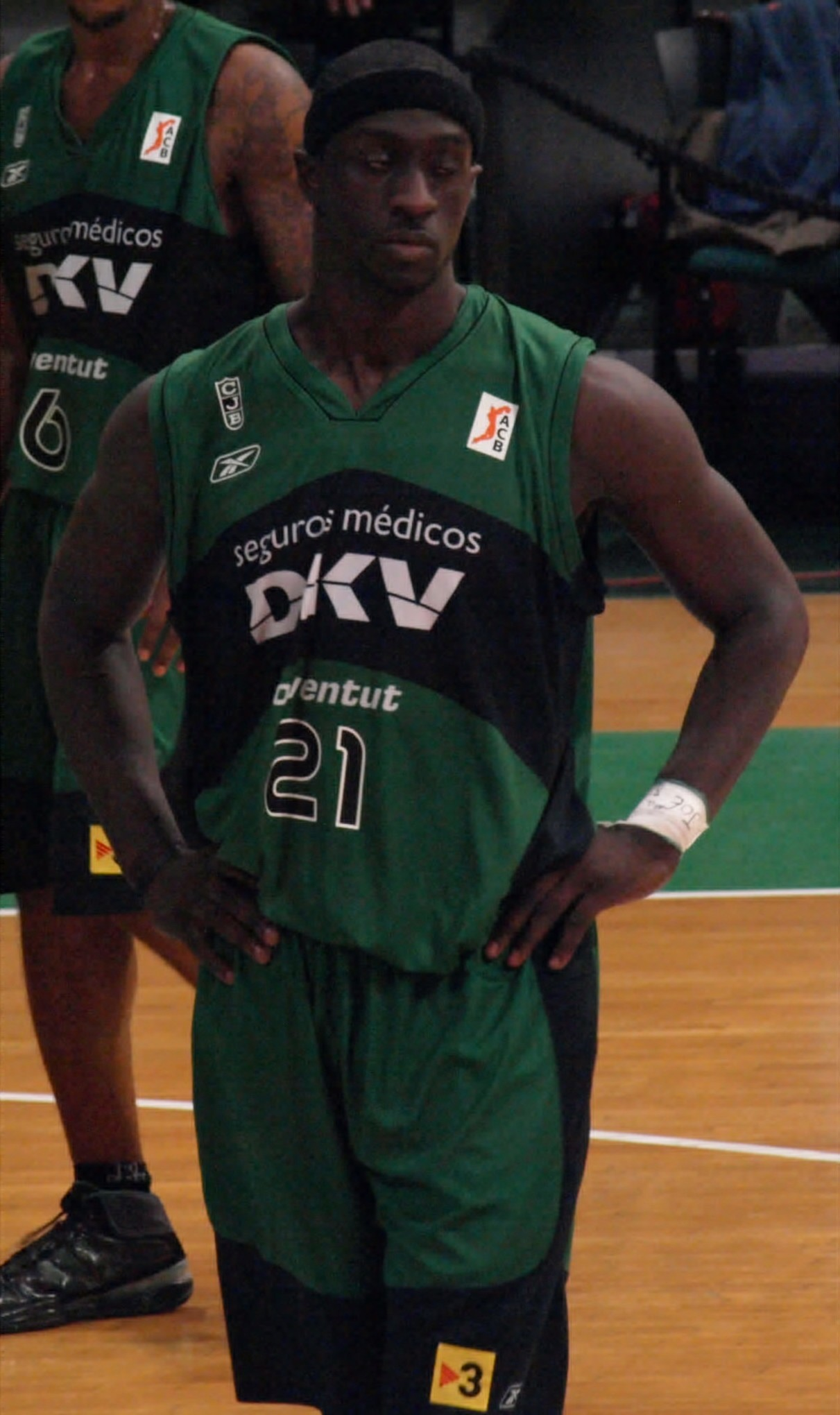
Pops Mensah-Bonsu.

Durante la temporada, 20 jugadores fueron requeridos por sus equipos afiliados de la NBA en 24 ocasiones para formar parte de sus plantillas:
| Jugador           | Equipo NBA D-League      | Equipo(s) NBA                          |
| ----------------- | ------------------------ | -------------------------------------- |
| Chris Hunter      | Fort Wayne Mad Ants      | New York Knicks                        |
| DeMarcus Nelson   | Austin Toros             | Chicago Bulls                          |
| Jawad Williams    | Rio Grande Valley Vipers | Cleveland Cavaliers                    |
| Marcus Williams   | Austin Toros             | San Antonio Spurs                      |
| Shaun Livingston  | Tulsa 66ers              | Oklahoma City Thunder                  |
| Joe Crawford      | Los Angeles D-Fenders    | New York Knicks                        |
| Quincy Douby      | Erie BayHawks            | Toronto Raptors                        |
| Courtney Sims     | Iowa Energy              | New York Knicks/Phoenix Suns (2 veces) |
| Dontell Jefferson | Utah Flash               | Charlotte Bobcats                      |
| Demetris Nichols  | Iowa Energy              | New York Knicks                        |
| Pops Mensah-Bonsu | Austin Toros             | Toronto Raptors/San Antonio Spurs      |
| James White       | Anaheim Arsenal          | Houston Rockets                        |
| Trey Johnson      | Bakersfield Jam          | Cleveland Cavaliers (2 veces)          |
| Eddie Gill        | Colorado 14ers           | Milwaukee Bucks                        |
| Cartier Martin    | Iowa Energy              | Charlotte Bobcats                      |
| Anthony Tolliver  | Iowa Energy              | New Orleans Hornets                    |
| Jermareo Davidson | Idaho Stampede           | Golden State Warriors                  |
| Malik Hairston    | Austin Toros             | San Antonio Spurs                      |
| Blake Ahearn      | Dakota Wizards           | San Antonio Spurs                      |